# 厲鶚

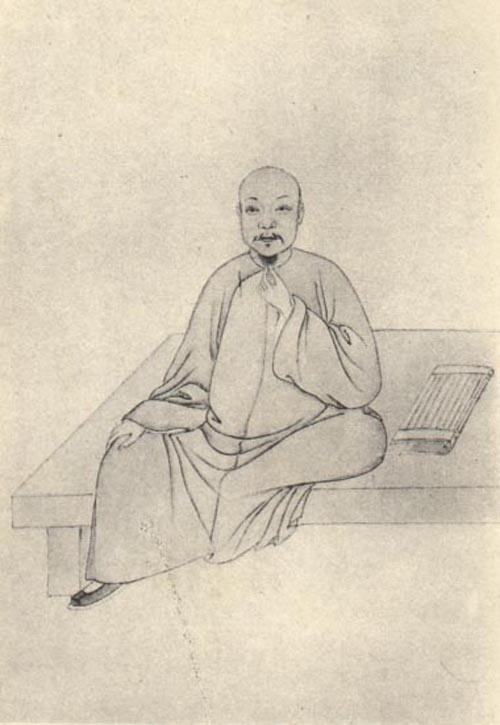
厲鶚

厲鶚（1692年—1752年），字太鴻，號樊榭，浙江杭州人，祖籍慈溪，中國清代文學家。因为纪念其祖籍慈溪，以四明山“樊榭”命名自己的书斋，后人因此称其为樊榭先生。科举人。

## 生平
幼喪父，靠其兄賣菸草度日，後寄居佛門，稍長，於書無所不窺。性情孤峭，不偕於俗。清康熙五十九年（1720年）舉人，當時李紱見其試卷，極欣賞，感叹道：“此必诗人也！”立刻錄取。可惜進士屢不第，曾任钱塘县候选知县。厲鶚是名詩人，足跡遍及浙江、齊魯、幽燕等名山，師法姜夔、史達祖、張炎等人，為湯右曾所賞識，作品多遊覽名山大川之作，代表作有《秋夜宿葛岭涵青精舍》、《灵隐寺月夜》、《游仙百咏》等。
厲鶚是深情之人，乾隆六年（1741年），爱姬朱满娘生病，厉鹗典质以偿药费，朱氏於七年（1742年）正月去世，年僅二十四歲。厲鶚為朱氏寫〈悼亡姬〉12首。日后，厉鹗健康更壞，飽受肺病、齿疾的折磨。中年厲鶚客居扬州，执教於马氏小玲珑馆。扬州盐商马曰琯、马曰璐兄弟贾而好儒，厉鹗成为马家的常客。马氏藏书甚富，厲鶚得以歷覽群書，所见宋人集最多，撰成《宋诗纪事》100卷。厲鶚年老无子，马曰琯甚至资助其再次纳妾刘姬。但是，刘姬不安于贫困，不久离去。晚年移居南湖，开馆以課業为生。

## 成就
厲鶚是浙西詞派的主將和集大成者，如【齊天樂】《吳山望隔江霽雪》、【謁金門】《七月既望，湖上雨後作》等，句式練達，措詞高雅。自朱彞尊後，浙詞至厲鶚又一盛世。他的词标榜“清空”风格，多题咏风景名胜，语言风格清丽。杭世骏曾言：“太鸿之诗，稚威之古文。”
著有《樊榭山房集》20卷，《宋詩紀事》100卷，《南宋院畫錄》8卷，《遼史拾遺》2卷，四库全书本《增修雲林寺志》8卷（雲林寺即灵隐寺，自序乾隆九年（1744）书于灵隐寺之面壁轩；有光绪十四年（1888）重刊本）等。

## 延伸阅读
[在维基数据编辑]
 在维基文库阅读此作者作品（ 在维基共享资源阅览影像）
 《清史稿·卷485》，出自趙爾巽《清史稿》

### 引用
1. ↑  .   [2014-05-01]. （原始内容存档于2015-09-23）.
2. ↑  .   [2014-05-01]. （原始内容存档于2020-01-13）.
3. ↑  民国·趙爾巽等，《清史稿》（卷485）：“厉鹗，字太鸿，钱塘人。家贫，性孤峭，不苟合。始为诗即得佳句。於学无所不窥，一发之於诗。康熙五十九年，李绂典试浙江，得鹗卷，阅其谢表，曰：“此必诗人也！”亟录之。计偕入都，尤以诗见赏汤右曾。再试礼部不第。乾隆元年，举鸿博，误写论置诗前，又报罢。其后赴都铨，行次天津，留友人查为仁水西庄，觞咏数月，不就选，归。卒，年六十一。鹗搜奇嗜博。扬州马曰琯小玲珑山馆富藏书，鹗久客其所，多见宋人集，为宋诗纪事一百卷。又南宋画院录、辽史拾遗、东城杂记诸书，皆博洽详赡。诗刻鍊，尤工五言，有自得之趣。诗馀亦擅南宋诸家之长。先世本慈谿，徙居钱塘，故仍以四明山樊榭名其集云。鹗尝与赵信、符曾等人各为南宋杂事诗一百首，自采诸书为之注，徵引浩博，考史事者重之。”
4. ↑  厲鶚《悼亡姬十二首》序云：“姬人朱氏乌程人。姿性明秀，生十有七年矣。雍正乙卯，予薄游吴兴，竹溪沈征士幼牧为予作缘，以中秋之夕，舟迎于碧浪湖口，同载而归。”
5. ↑  全祖望《厉樊榭墓碣铭》载：“以求子故，累买妾而卒不育，最后得一妾，颇妮之，乃不安其室而去，遂以快快失志死。”